# メンデル・ベヒテレフ反射
メンデル・ベヒテレフ反射（英: Mendel-Bechterew reflex）とは、脊髄を反射弓とする脊髄反射のひとつであり、正常時には現れない病的反射である。錐体路障害を示唆するものとして信頼度が高い。足底筋反射のひとつである。
クルト・メンデルen:Kurt Mendelとウラジーミル・ベヒテレフによって発見された。

## 反射の概要
- 立方骨の上を叩く。
- 足指が屈曲する。